# Cadillac CTS
Cadillac CTS — це автомобілі середнього класу, що виробляються компанією Cadillac з 2002 року.

## Cadillac CTS 1 (2002-2007)

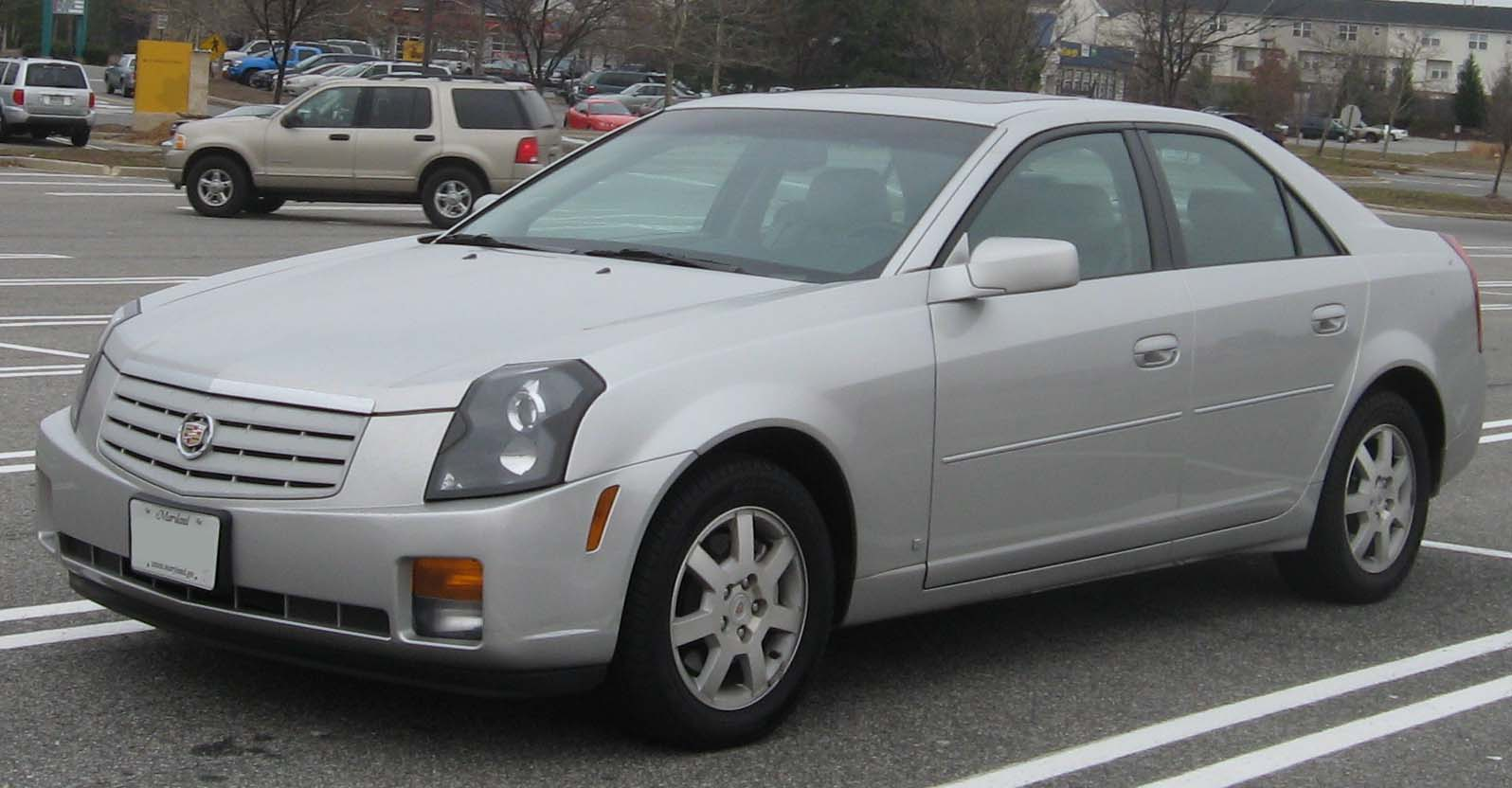
Cadillac CTS 1

### Презентація
Cadillac CTS був представлений як заміна моделі Cadillac Catera в 2002 році. Основний його конкурент - Lincoln LS. Дизайн (дизайнер Уейн Черрі) брутальний і грубий, навіяний концептом Evoq. 16-дюймові колісні диски встановлюються в серії, в той час як версії "преміум" і "спорт" версії отримують ширші колеса.
CTS використовує нову платформу під назвою «Sigma». Незалежні передня і задня підвіски забезпечують більший комфорт на дорозі. Дискова гальмівна система StabiliTrak
дозволяє водієві не втратити контроль над своїм транспортним засобом. Коробок передач дві: п'ятиступінчаста механічна коробка Getrag і автоматична Hydramatic.

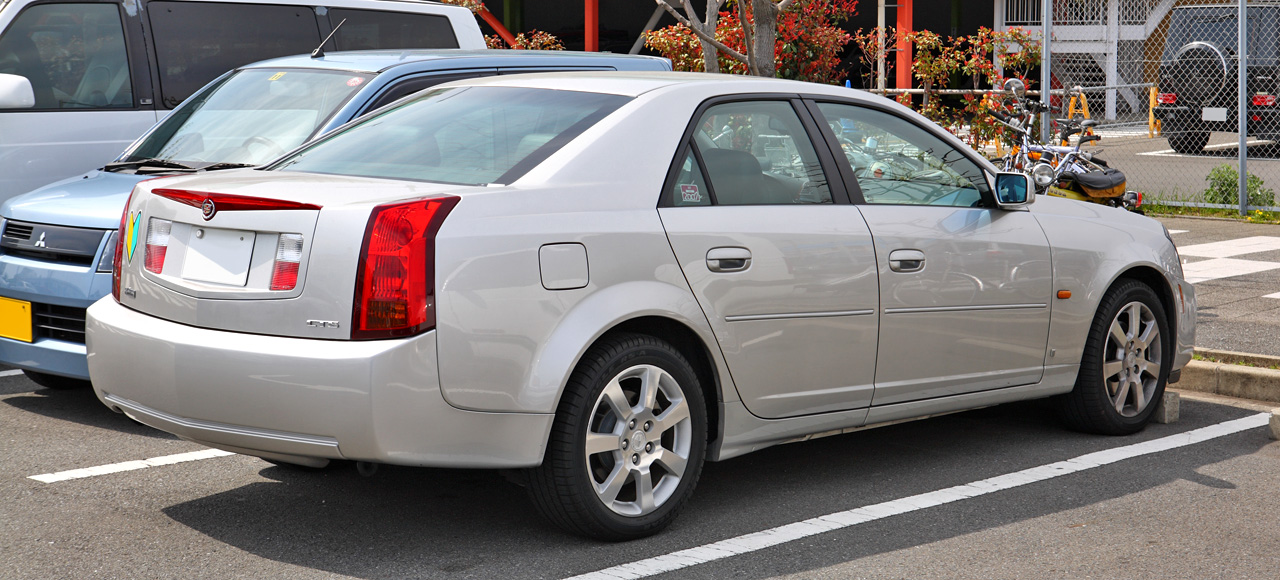
Cadillac CTS-V

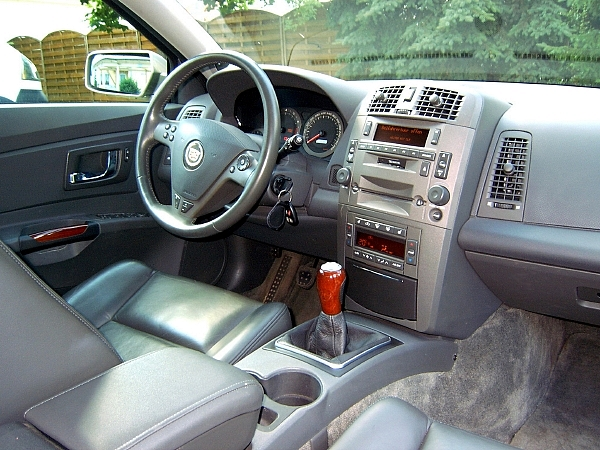

### Двигуни
Оснащувався тільки бензиновими двигунами:
- V6 2,6 л 181 к.с. (2002-2005).
- V6 2,8 л 215 к.с. (2005-2007).
- V6 3,2 л 218 к.с. (2002-2005).
- V6 3,6 л 257 к.с. (2005-2007).
- V8 5,7 л 400 к.с. (2004-2005).
- V8 6,0 л 400 к.с. (2005-2007).

### Cadillac CTS-V
Щоб конкурувати на європейському ринку з S6/RS6 від Audi, M5 від BMW або AMG від Mercedes, Cadillac випустив спортивну модель Cadillac CTS-V. Оснащувалася двигуном V8 5,7 л, а потім і 6,0 л потужністю 400 к.с. Максимальна швидкість - 257 км/год, розгін від 0 до 100 км/год - становить всього 5 секунд.

## Cadillac CTS 2 (2007-2014)

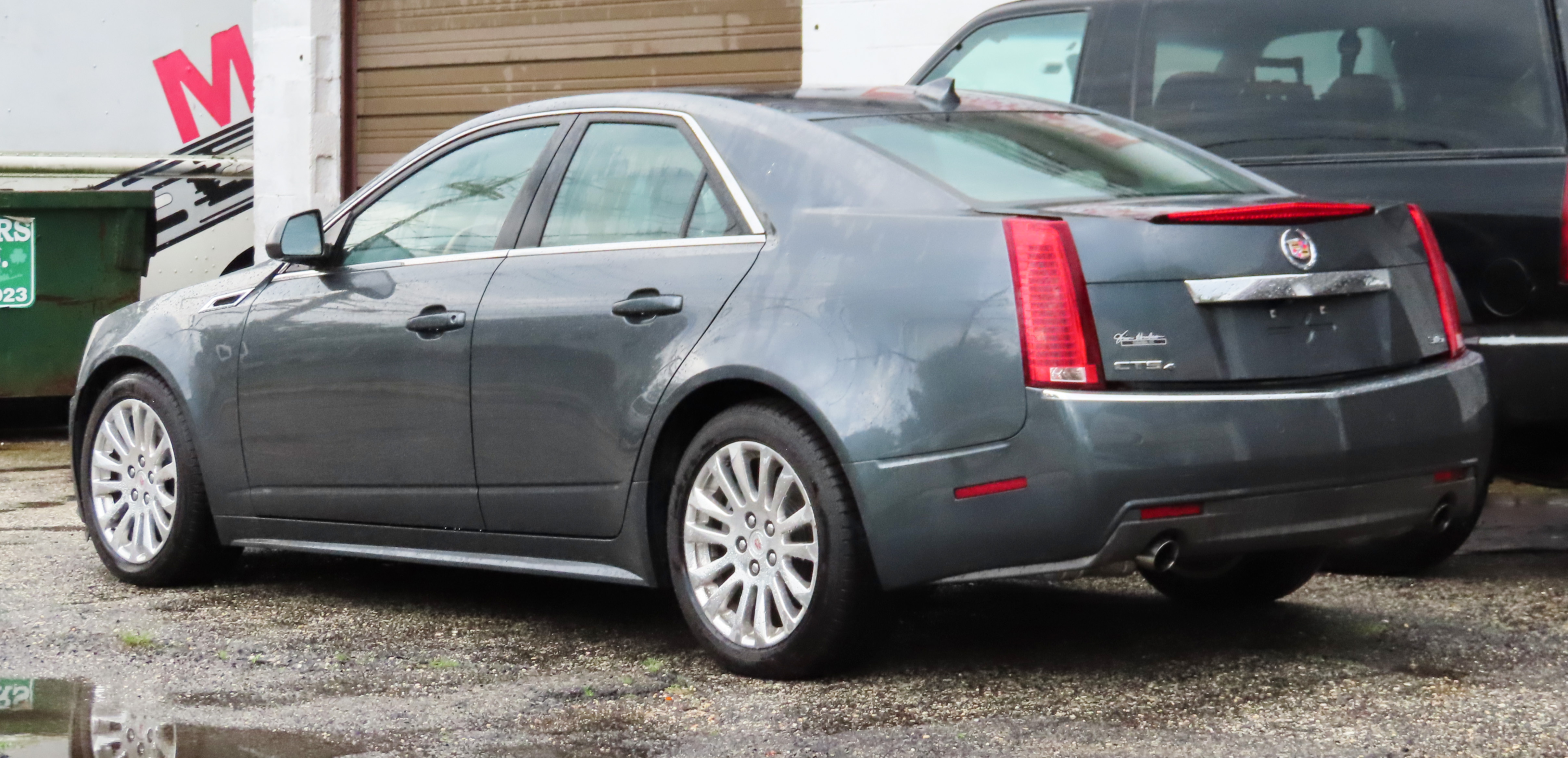

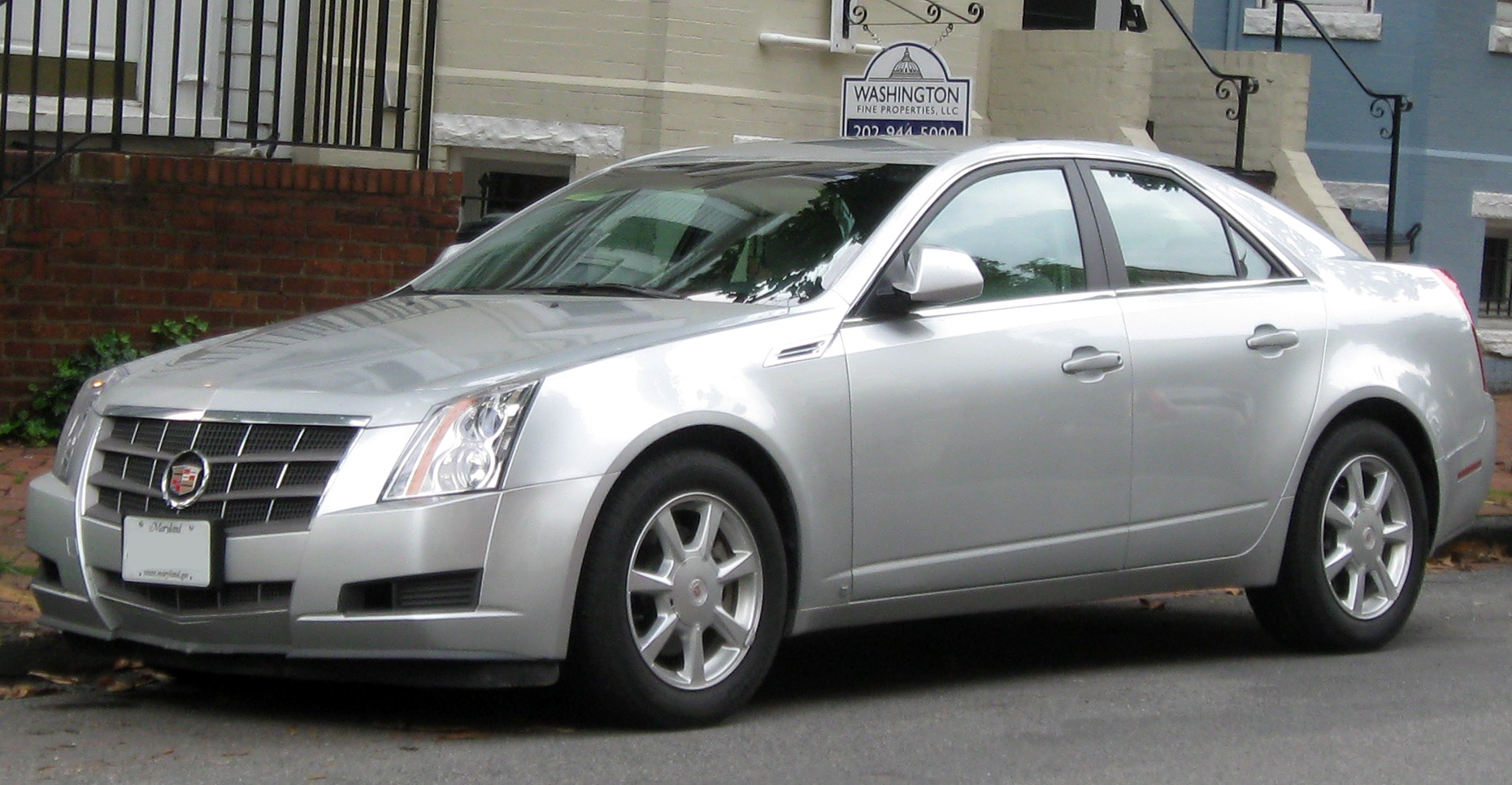
Cadillac CTS 2

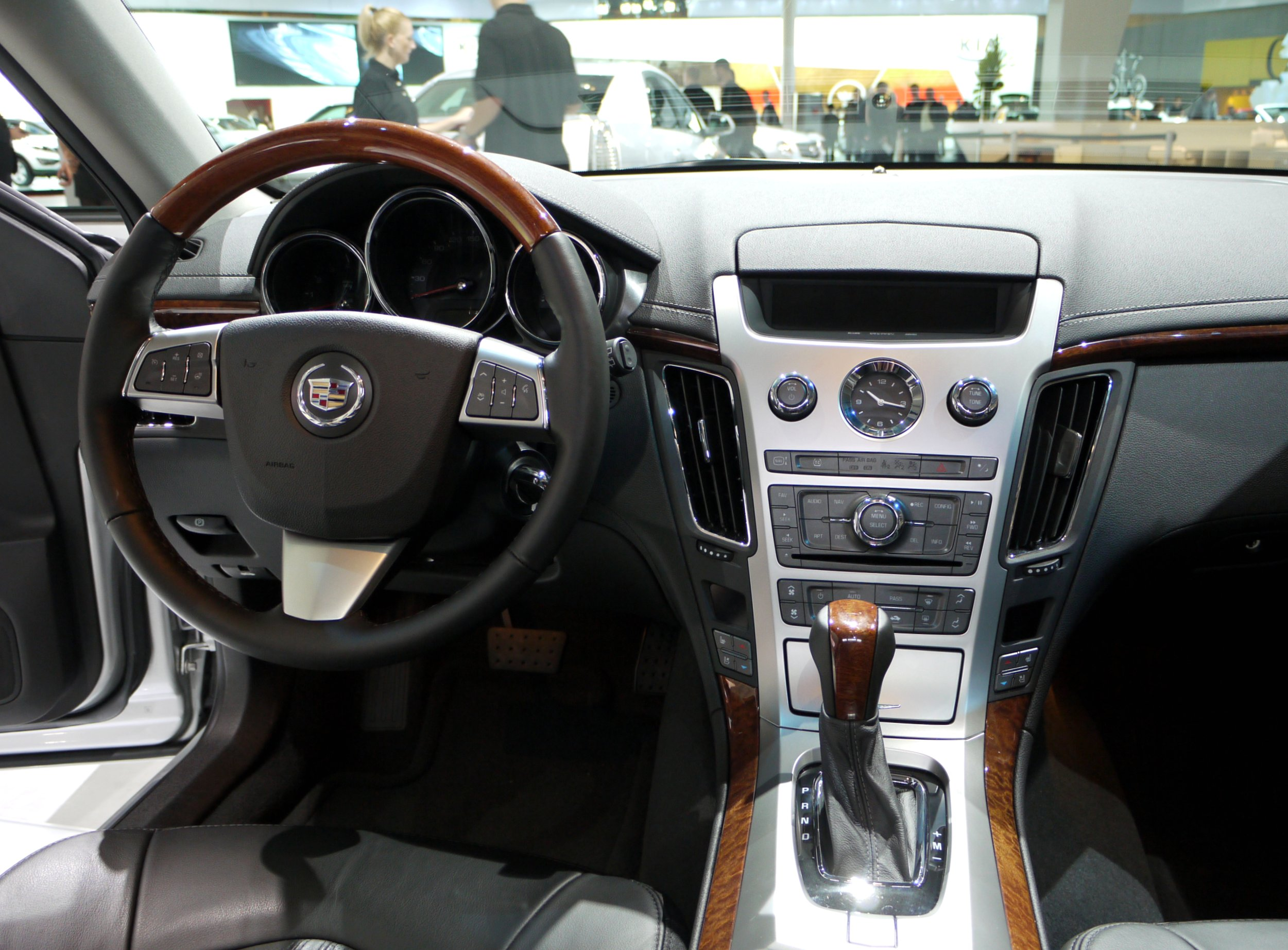

В кінці 2007 році, Cadillac випустив друге покоління CTS. Автомобіль збільшився в розмірах, отримав дизельну версію двигуна та версії седан, універсал і купе. 

### Cadillac CTS-V
Друге покоління Cadillac CTS-V отримало новий V8 потужністю 556 к.с. (564 к.с. у Європі). За заявою виробника, розгін від 0 до 100 км/год становить всього 4,2 с, максимальна швидкість становить 282 км/год для моделі з автоматичною коробкою передач, і 308 км/год для версії з ручною коробкою передач.

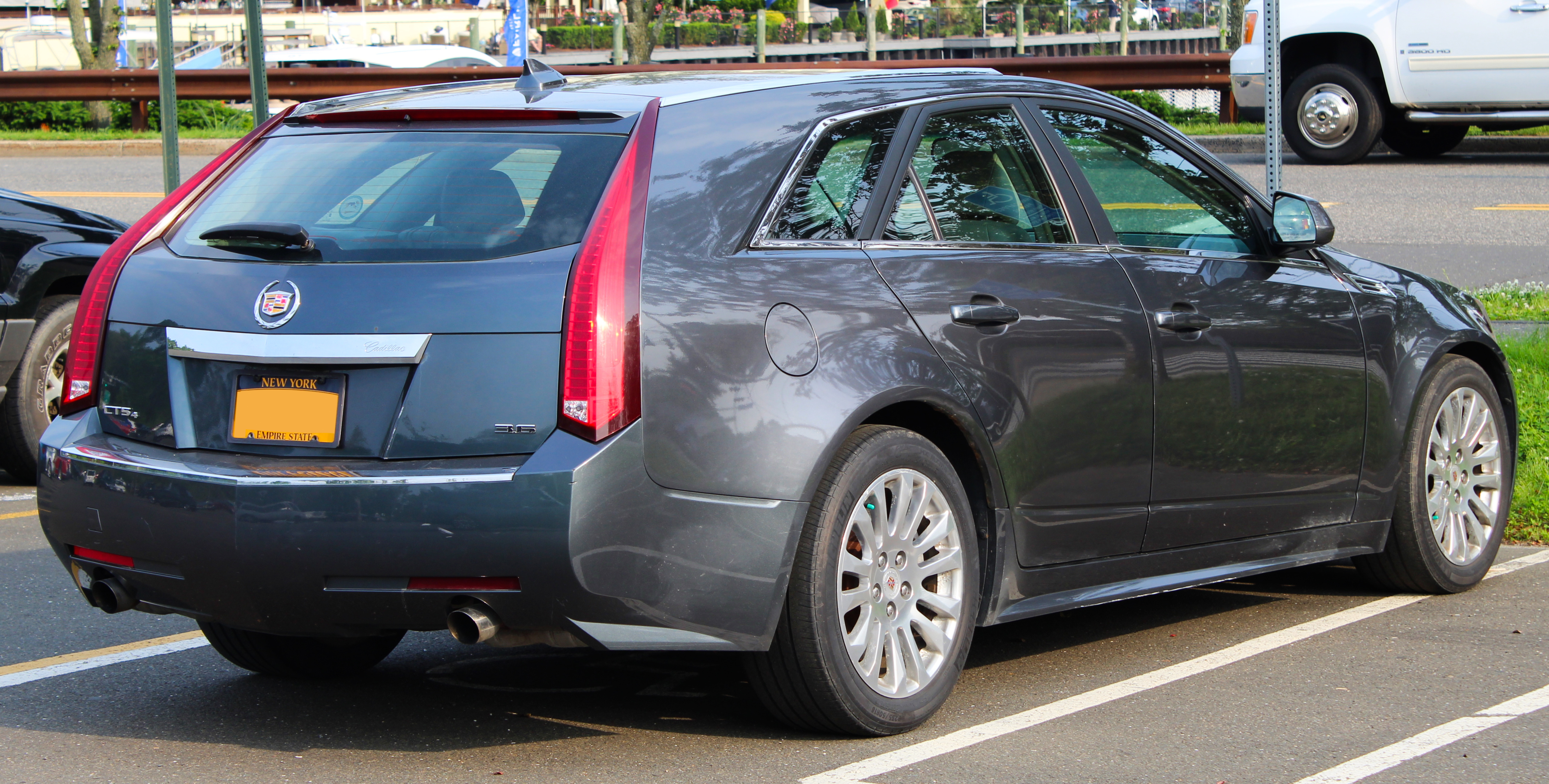
Cadillac CTS Sport Wagon

### CTS Sport Wagon
Друге покоління отримало універсал під назвою Sportwagon.

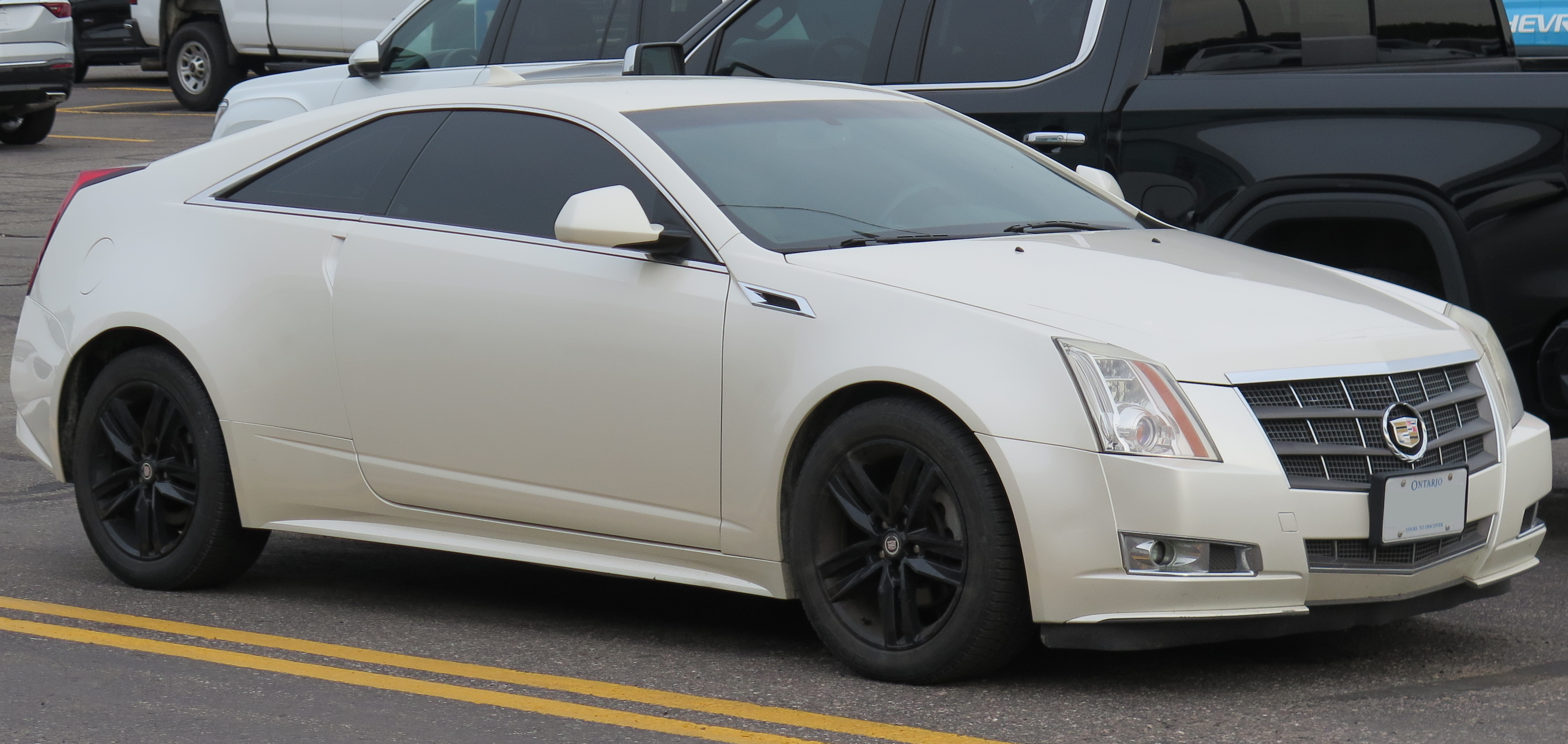
Cadillac CTS Coupe

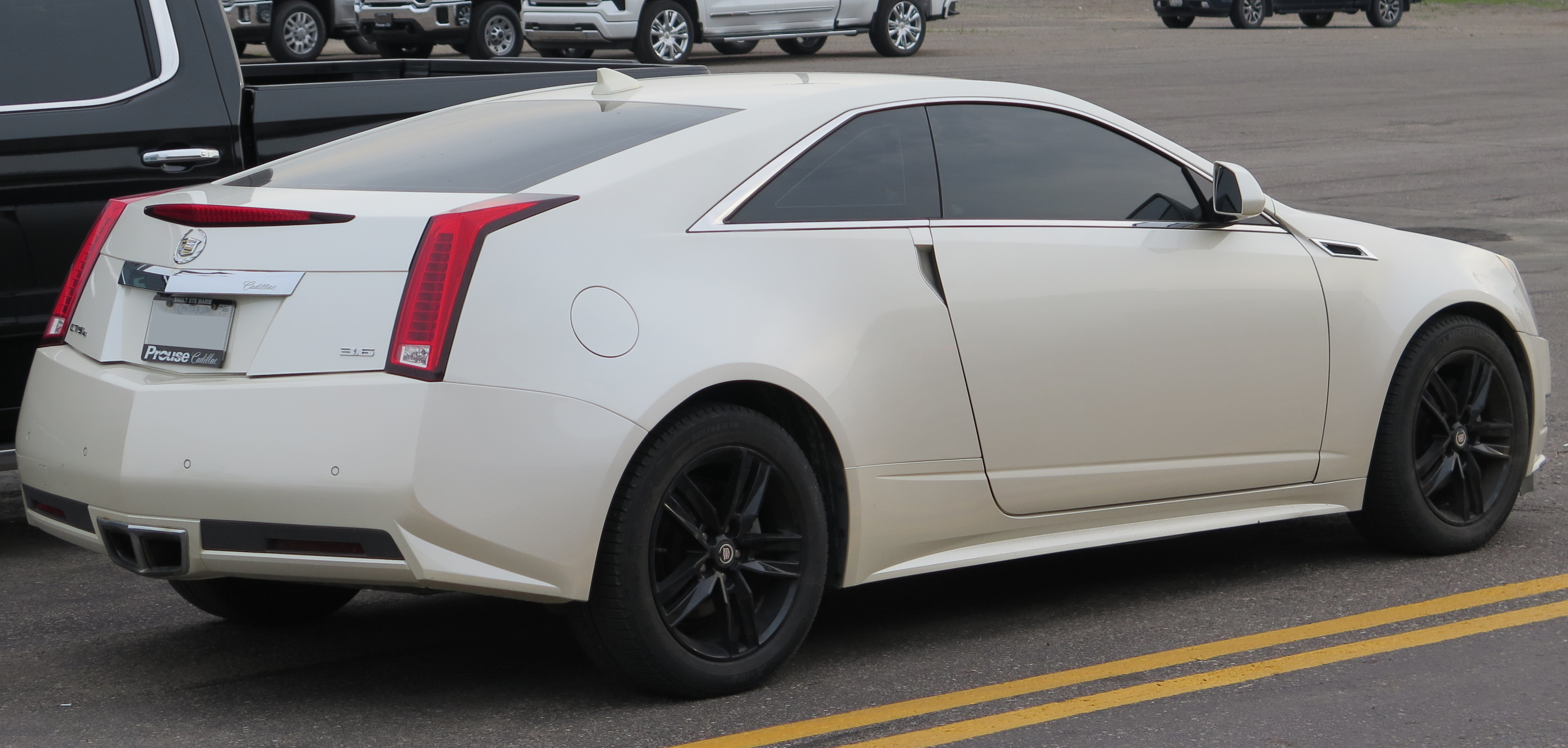
Cadillac CTS Coupe

### CTS Coupe
У листопаді 2008 року Cadillac представив остаточну версію купе CTS на виставці в Лос-Анджелесі. CTS Coupe представлене на ринку з 2010 року з двигуном 3,6 л V6 потужністю 304 к.с. 

### Двигуни
- 2.8 л LP1 V6
- 3.0 л LF1 V6
- 3.0 л LFW V6
- 3.6 л LY7 V6
- 3.6 л LLT V6
- 3.6 л LFX V6
- 6.2 л LSA V8 supercharged

## Cadillac CTS 3 (2013-2019)

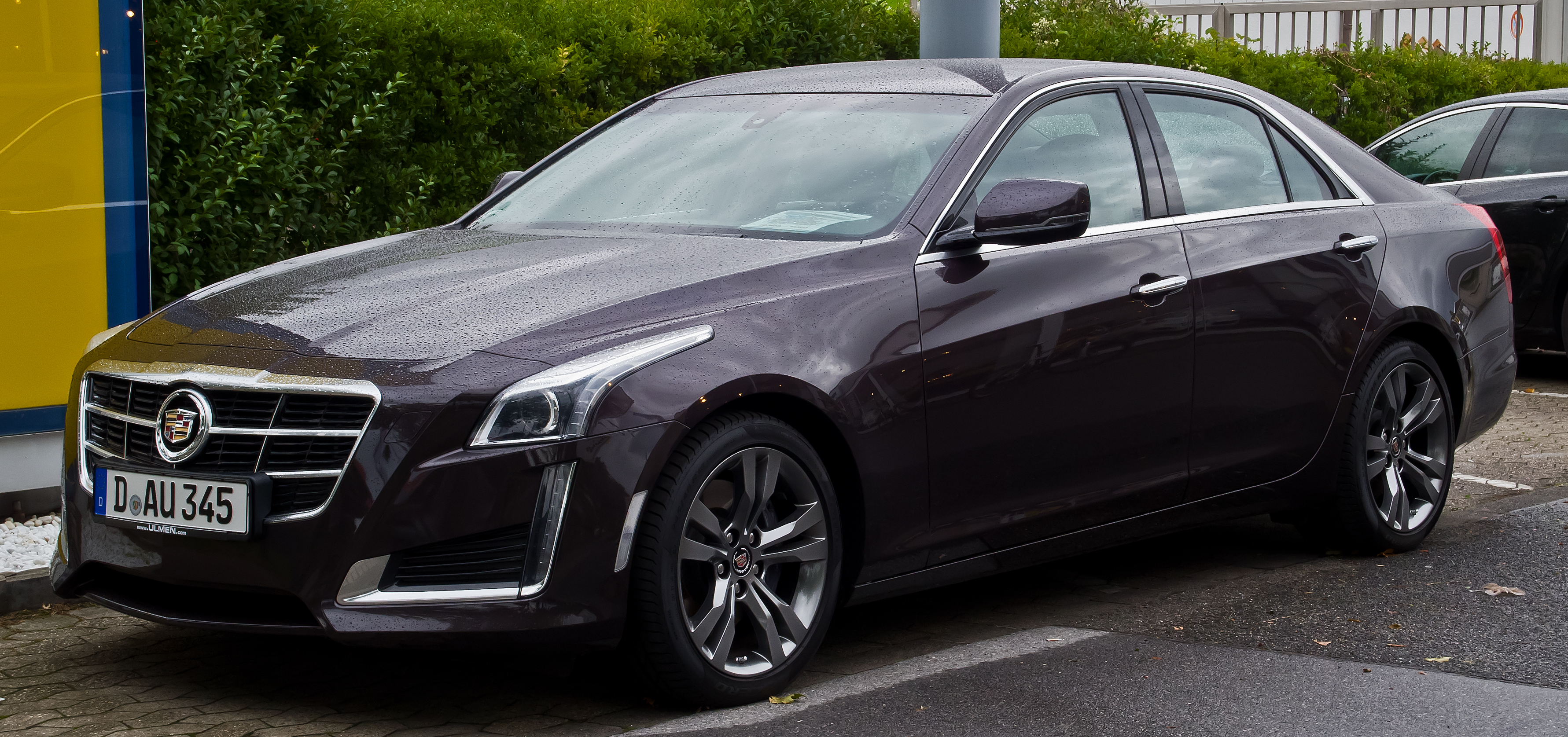
Cadillac CTS 3

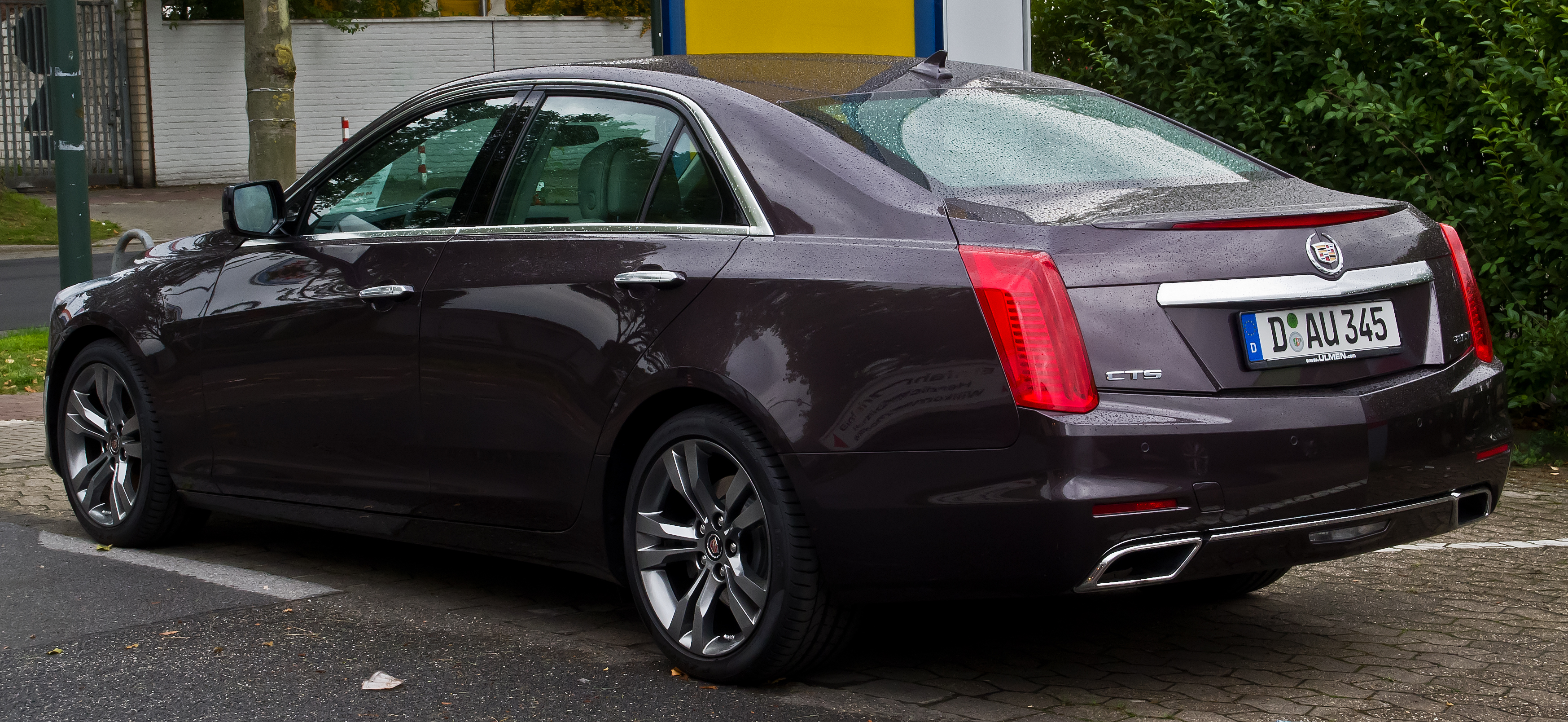
Cadillac CTS 3

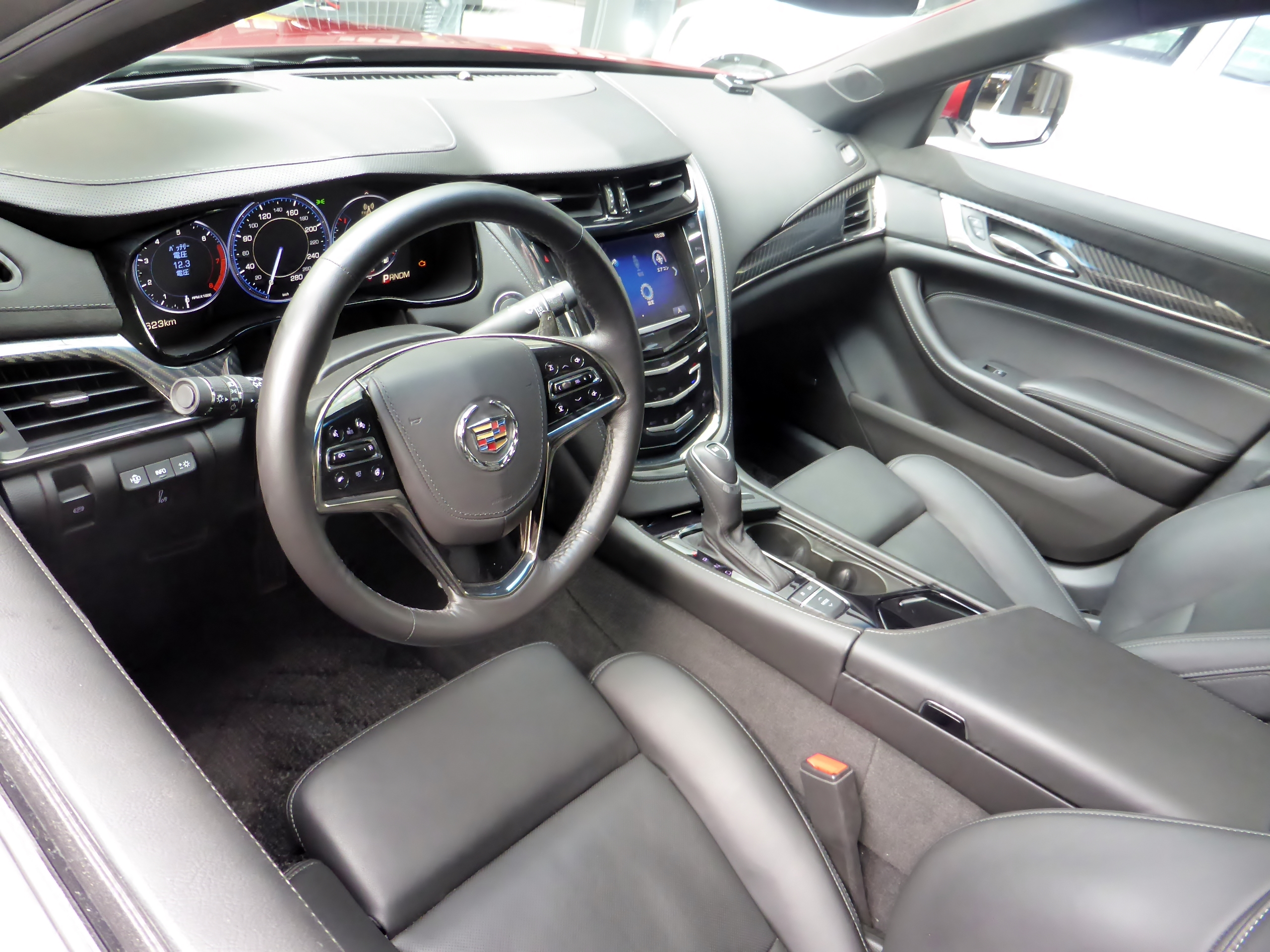

В 2013 році на Нью-Йоркському автосалоні дебютувало третє покоління Cadillac CTS в кузові седан. Автомобіль комплектується трьома на вибір бензиновими двигунами: 2.0 л LTG Ecotec Р4 турбо потужністю 272 к.с., 3.6 л LFX V6 потужністю 321 к.с. і 3.6 л LF3 V6 турбо потужністю 420 к.с. 
CTS забезпечує поєднання комфорту, тиші і спортивних ходових характеристик.  Версія Luxury  оснащена 3.6-літровим двигуном V6 з 321 кінською силою. Цей двигун забезпечує автомобіль достатньою швидкістю, навіть не зважаючи на те, що від 0 до 96.5 км/год він розганяється за 6.8 секунд, результат дещо гірший ніж демонструють найближчі конкуренти.
Також автомобіль доступний з 6.2-літровим двигуном V8 з 640 кінськими силами моделі CTS-V. Базова турбомодель поставляється з 2.0-літровим турбодвигуном з чотирма циліндрами і 272 кінськими силами.Шестиступінчаста автоматична коробка передач, цієї конфігурації, забезпечує плавне зрушення автомобіля, але її все одно не можливо порівняти з плавністю, яку забезпечує восьмиступінчаста автоматична коробка, яка поставляється з заднім приводом, шістьма циліндрами CTS - і є єдиною коробкою автомат, запропонованою починаючи з 2016 модельного року. У такій комбінації витрата палива становить 11.2 л/100км, що є нормою для автомобілів даного класу. 
На внутрішньому ринку CTS значно популярніший ніж в Європі.

### Двигуни
- 2.0 л LTG Ecotec I4 turbocharged
- 3.6 л LFX V6
- 3.6 л LGX V6
- 3.6 л LF3 V6 twin-turbocharged
- 6.2 л LT4 V8 supercharged

## Продажі
| Рік              | США     | Ріст/падіння         |
| ---------------- | ------- | -------------------- |
| 2002             | 37 976  | -                    |
| 2003             | 49 392  | +30,1 %              |
| 2004             | 57 211  | +15,8 %              |
| 2005             | 61 512  | +7,5 %               |
| 2006             | 54 846  | −10,8 %              |
| 2007             | 57 029  | +4 %                 |
| 2008             | 58 774  | +3,1 %               |
| 2009             | 38 817  | −34 %                |
| 2010 (8 місяців) | 28 756  | -+12,7 % (8 місяців) |
| Всього           | 444 313 |                      |